# Stagno di Salina Bamba
Lo stagno di Salina Bamba è una zona umida situata in prossimità della costa nord-orientale della Sardegna.
Appartiene amministrativamente al comune di San Teodoro.